# Arthur Weiße
Arthur Friedrich Hermann Weiße (* 25. Januar 1861; † 25. Dezember 1936) war ein deutscher Botaniker, der zur Blattstellungslehre forschte.
Sein botanisches Autorenkürzel lautet „A.Weisse“.
Mit seinen beiden Geschwistern wuchs er auf dem väterlichen Gut in Schönberg (jetzt Bendzmirowitz) im Kreis Konitz in Westpreußen auf. Als er zu Ostern 1882 am Gymnasium zu Elbing das Zeugnis der Reife ablegte, war sein Vater (Administrator Weisse in Bärenwalde, Landkreis Schlochau) verstorben. Er wurde Privatgelehrter. 

## Veröffentlichungen
- Beiträge zur mechanischen Theorie der Blattstellungen an Axillarknospen, Inaugural-Dissertation, Friedrich-Wilhelms-Universität zu Berlin, 1889
- Untersuchungen über die Blattstellung an Cacteen und anderen Stamm-Succulenten; 1903